# نافين شودهرى
نافين شودهرى (بالإنجليزية: Navin Chowdhry)‏ هو ممثل بريطاني، ولد في 1971 ببرستل في المملكة المتحدة.

## أعمال

### مسلسلات
- سينكرونيسيتي

## وصلات خارجية
- نافين شودهرى على موقع IMDb (الإنجليزية)
- نافين شودهرى على موقع ألو سيني (الفرنسية)
- نافين شودهرى على موقع قاعدة بيانات الفيلم (الإنجليزية)